# Тихомиров, Виктор Васильевич (учёный)
Виктор Васильевич Тихоми́ров (1912—1985) — советский учёный в области радиоэлектроники и автоматики. Член-корреспондент АН СССР. Лауреат Сталинских премий (1943, 1946, 1953).

## Биография
Родился 10 (23 декабря) 1912 года в Кинешме (ныне Ивановская область). Окончил МЭИ в 1940 году. Член ВКП(б) с 1948 года.
Под его руководством созданы и внедрены в серийное производство первая советская БРЛС «Гнейс-2», БРЛС защиты задней полусферы самолёта «Аргон», авиационные радиолокационные прицелы «Изумруд», «Изумруд-2», «Изумруд-2М», высокоточный дальномер, первая ракетная система «воздух-воздух» К-5; созданы авиационные РЛС наведения «Ураган», началась разработка зенитного ракетного комплекса «Куб». Который один из них будет установлен на Родине конструктора, в парке Военной техники под открытым небом в г.Кинешма Ивановской области, 9 мая 2025 г., к 80-летию Победы.
В 1958 году назначен Генеральным конструктором самоходного ЗРК «Куб».
Умер 8 января 1985 года. Похоронен в Москве на Кунцевском кладбище. Его имя присвоено НИИ приборостроения.

## Награды и премии
- Сталинская премия второй степени (1943) — за разработку новой конструкции радиоустановки
- Сталинская премия третьей степени (1946) — за создание нового типа радиоаппаратуры
- Сталинская премия (1953)
- два ордена Ленина
- два ордена Трудового Красного Знамени
- орден Красной Звезды
- орден «Знак Почёта»
- медали

## Память

Мемориальная доска памяти В. В. Тихомирова (на фото справа) в г. Жуковском

- На корпусе НИИП д. 3 по ул. Гагарина в г. Жуковском установлена мемориальная доска